# Аманда Полк
Аманда Полк (англ. Amanda Polk, нар. 2 серпня 1986, Піттсбург, Пенсільванія, США) — американська веслувальниця, олімпійська чемпіонка 2016 року, п'ятиразова чемпіонка світу.

## Виступи на Олімпіадах
| Олімпіада | Дисципліна                     | Місце |
| --------- | ------------------------------ | ----- |
| Ріо 2016  | вісімка розстібна зі стерновим | 1     |

## Зовнішні посилання
- Профіль [Архівовано 9 січня 2021 у Wayback Machine.] на сайті FISA.

1. ↑  Amanda Polk